# Campionati del mondo di atletica leggera 2011 - Staffetta 4×100 metri femminile
La staffetta 4×100 metri femminile ai campionati del mondo di atletica leggera 2011 si è tenuta il 4 settembre. Il minimo di qualificazione per il mondiale era di 44"00.

## Risultati
| Legenda | q | Ripescaggio | Q | Qualificati | NR | Record nazionale | PB | Record personale | SB | Personale |

### Batterie
Le batterie si sono tenute a partire dalle 18:30. Vanno in finale le prime 2 di ogni batterie e i 2 migliori tempi a seguire.
| Pos | Batteria | Nazione           | Atlete                                                                        | Tempo | Note  |
| --- | -------- | ----------------- | ----------------------------------------------------------------------------- | ----- | ----- |
| 1   | 3        | Stati Uniti       | Bianca Knight, Shalonda Solomon, Marshevet Myers, Alexandria Anderson         | 41.94 | Q, WL |
| 2   | 1        | Giamaica          | Shelly-Ann Fraser-Pryce, Kerron Stewart, Sherone Simpson, Jura Levy           | 42.23 | Q, SB |
| 3   | 1        | Francia           | Myriam Soumaré, Céline Distel, Lina Jacques-Sébastien, Véronique Mang         | 42.60 | Q, SB |
| 4   | 2        | Ucraina           | Olesya Povh, Nataliya Pohrebnyak, Mariya Ryemyen, Hrystyna Stuy               | 42.63 | Q, SB |
| 5   | 3        | Nigeria           | Gloria Asumnu, Oludamola Osayomi, Agnes Osazuwa, Blessing Okagbare            | 42.74 | Q, SB |
| 6   | 1        | Brasile           | Ana Cláudia Lemos Silva, Vanda Gomes, Franciela Krasucki, Rosângela Santos    | 42.92 | q, AR |
| 7   | 3        | Paesi Bassi       | Kadene Vassell, Dafne Schippers, Anouk Hagen, Jamile Samuel                   | 43.44 | NR    |
| 8   | 1        | Colombia          | Yomara Hinestroza, Maria Alejandra Idrobo, Darlenys Obregón, Norma González   | 43.53 | SB    |
| 9   | 2        | Australia         | Hayley Butler, Melissa Breen, Charlotte van Veenendaal, Sally Pearson         | 43.79 |       |
| 10  | 1        | Giappone          | Nao Okabe, Momoko Takahashi, Chisato Fukushima, Saori Imai                    | 43.83 |       |
| 11  | 2        | Gran Bretagna     | Tiffany Porter, Anyika Onuora, Laura Turner, Jeanette Kwakye                  | 43.95 |       |
| 12  | 3        | Svizzera          | Clélia Reuse, Jacqueline Gasser, Ellen Sprunger, Léa Sprunger                 | 44.04 |       |
| 13  | 3        | Bielorussia       | Anna Bagdanovich, Yuliya Balykina, Alena Neumiarzhitskaya, Hanna Liapeshka    | 44.38 |       |
| 14  | 2        | Corea del Sud     | Eum Jeesu, Kim So-yeon, Lee Sunae, Park So-Yeun                               | 46.14 | SB    |
| 15  | 1        | Spagna            | Plácida Martínez, Amparo Cotán, Concepción Montaner, Ruth Beitia              | 46.24 |       |
| 16  | 3        | Bahamas           | Sheniqua Ferguson, Nivea Smith, Anthonique Strachan, Debbie Ferguson-McKenzie | 50.62 |       |
|     | 3        | Germania          | Yasmin Kwadwo, Anne Möllinger, Cathleen Tschirch, Marion Wagner               | dnf   |       |
|     | 2        | Polonia           | Anna Kiełbasińska, Marika Popowicz, Marta Jeschke, Agnieszka Ligięza          | dnf   |       |
|     | 1        | Cina              | Wei Yongli, Liang Qiuping, Jiang Lan, Tao Yujia                               | dq    |       |
|     | 2        | Trinidad e Tobago | Kai Selvon, Kelly-Ann Baptiste, Semoy Hackett, Michelle-Lee Ahye              | dq    | [ 1 ] |
|     | 2        | Russia            | Yuliya Gushchina, Natalia Rusakova, Elizabeta Savlinis, Aleksandra Fedoriva   | dq    |       |

### Finale
La finale è partita alle 20:35.
| Pos | Corsia | Nazione           | Atlete                                                                            | Tempo | Note |
| --- | ------ | ----------------- | --------------------------------------------------------------------------------- | ----- | ---- |
| 1   | 4      | Stati Uniti       | Bianca Knight, Allyson Felix, Marshevet Myers, Carmelita Jeter                    | 41.56 | WL   |
| 2   | 6      | Giamaica          | Shelly-Ann Fraser-Pryce, Kerron Stewart, Sherone Simpson, Veronica Campbell-Brown | 41.70 | NR   |
| 3   | 8      | Ucraina           | Olesya Povh, Nataliya Pohrebnyak, Mariya Ryemyen, Hrystyna Stuy                   | 42.51 | SB   |
| 4   | 5      | Francia           | Myriam Soumaré, Céline Distel, Lina Jacques-Sébastien, Véronique Mang             | 42.70 |      |
| 5   | 7      | Nigeria           | Gloria Asumnu, Oludamola Osayomi, Agnes Osazuwa, Blessing Okagbare                | 42.93 |      |
| 6   | 2      | Brasile           | Ana Cláudia Lemos Silva, Vanda Gomes, Franciela Krasucki, Rosângela Santos        | 43.10 |      |
|     | 3      | Trinidad e Tobago | Kai Selvon, Kelly-Ann Baptiste, Semoy Hackett, Michelle-Lee Ahye                  | dq    |      |
|     | 1      | Russia            | Yuliya Gushchina, Natalia Rusakova, Elizabeta Savlinis, Aleksandra Fedoriva       | dq    |      |